# John Brooks (Leichtathlet)
John Brooks (John William Brooks; * 31. Juli 1910 in Vidalia, Louisiana; † 9. Oktober 1990 in Chicago, Illinois) war ein US-amerikanischer Weitspringer.
Bei den Olympischen Spielen 1936 in Berlin wurde er Siebter mit 7,41 m.
1933 wurde er für die University of Chicago startend NCAA-Meister. Seine persönliche Bestleistung von 7,76 m stellte er am 4. Juli 1935 in Lincoln auf.